# Punta de Lardana
De Punta de Lardana (Frans: pic des Posets, Castiliaans: Pico Posets) is met zijn hoogte van 3375 meter de tweede hoogste top van de Pyreneeën. De bergtop ligt in het Spaanse Posetsmassief dat net ten westen van het Maladetamassief ligt, in de centrale Pyreneeën. De bergtop bevindt zich ten zuiden van de hoofdkam van de Pyreneeën, die hier met de Grand Batchimale (3171 m) en Pic Perdigère (3222 m) lager is dan de Punta de Lardana.
De Punta de Lardana ligt in het noordoosten van de regio Aragon en centraal in de westelijke helft van het natuurpark "Posets-Maladeta". De Punta de Lardana ligt ten noordwesten van het dorp Benasque, op een afstand van minder dan tien kilometer in vogelvlucht.
Lardana is Aragonees en betekent "verbrande aarde". In vergelijking met andere massieven in de Pyreneeën zijn er inderdaad relatief weinig gletsjers aanwezig.
De flanken van de Punta de Lardana liggen volledig in het stroomgebied van de Cinca, deel van het Ebro-bekken dat afwatert naar de Middellandse Zee.
De top werd voor het eerst bedwongen in 1856, een stuk later dan de Aneto (3404 m) die iets hoger is en in 1842 beklommen werd.